# Нідерер-Флемінг
Нідерер-Флемінг (нім. Niederer Fläming) — громада в Німеччині, розташована в землі Бранденбург. Входить до складу району Тельтов-Флемінг.
Площа — 185,36 км2. Населення становить 3028 ос. (станом на 31 грудня 2020).

## Демографія
- Динаміка населення з 1875 року в сучасних кордонах (Синя лінія: населення; Пунктир: відносна порівняльна динаміка населення землі Бранденбург; Сірий фон: період Третього рейху; Помаранчевий фон: період НДР)
- Динаміка населення (синя лінія) і прогнози

## Галерея

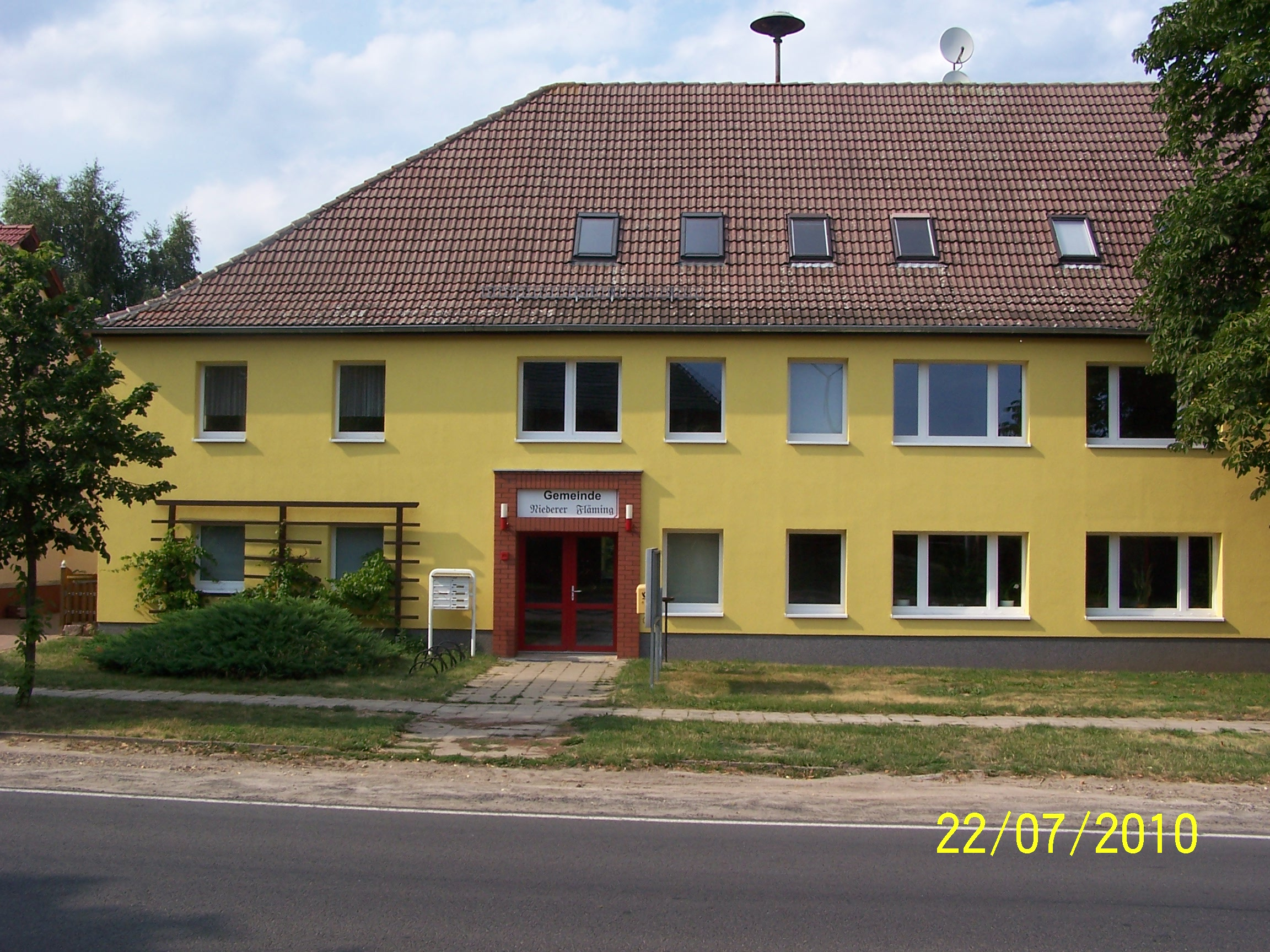
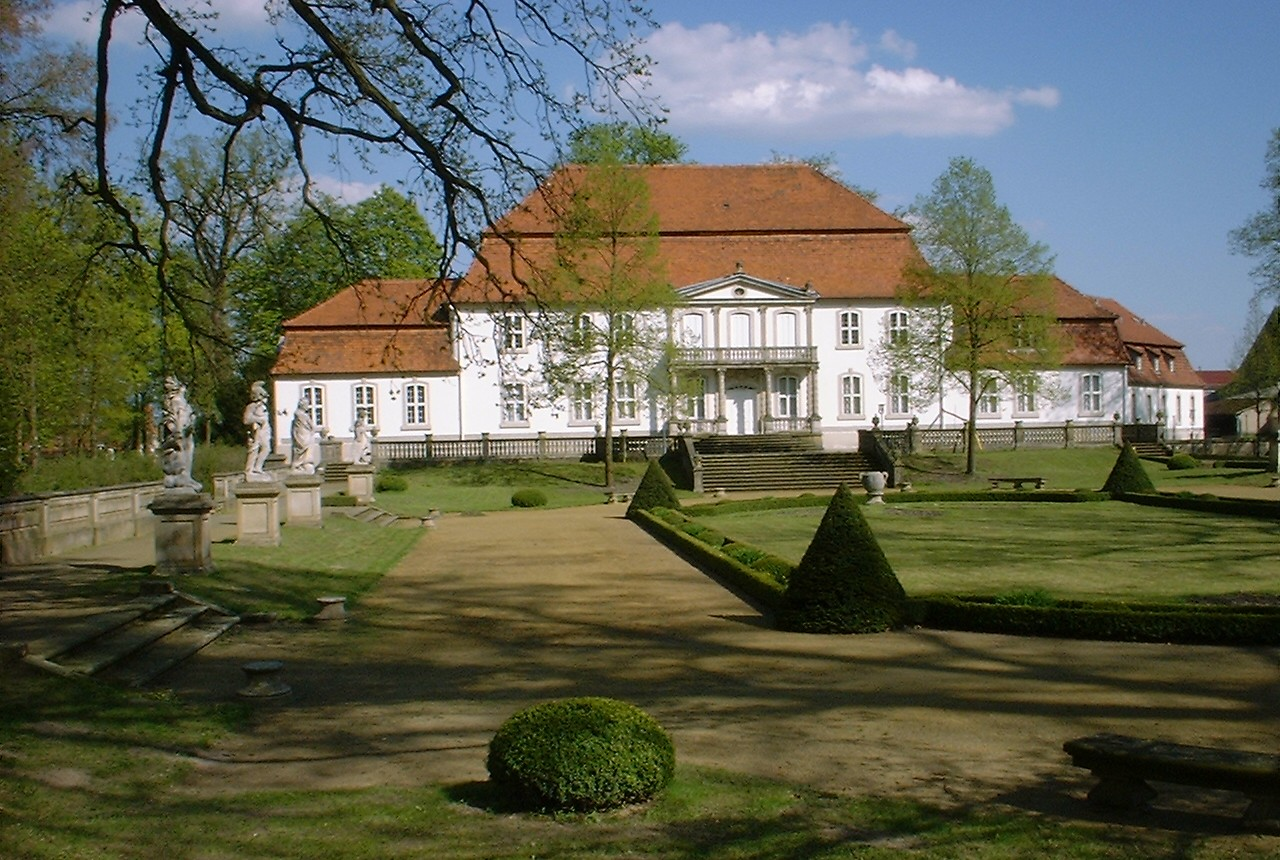
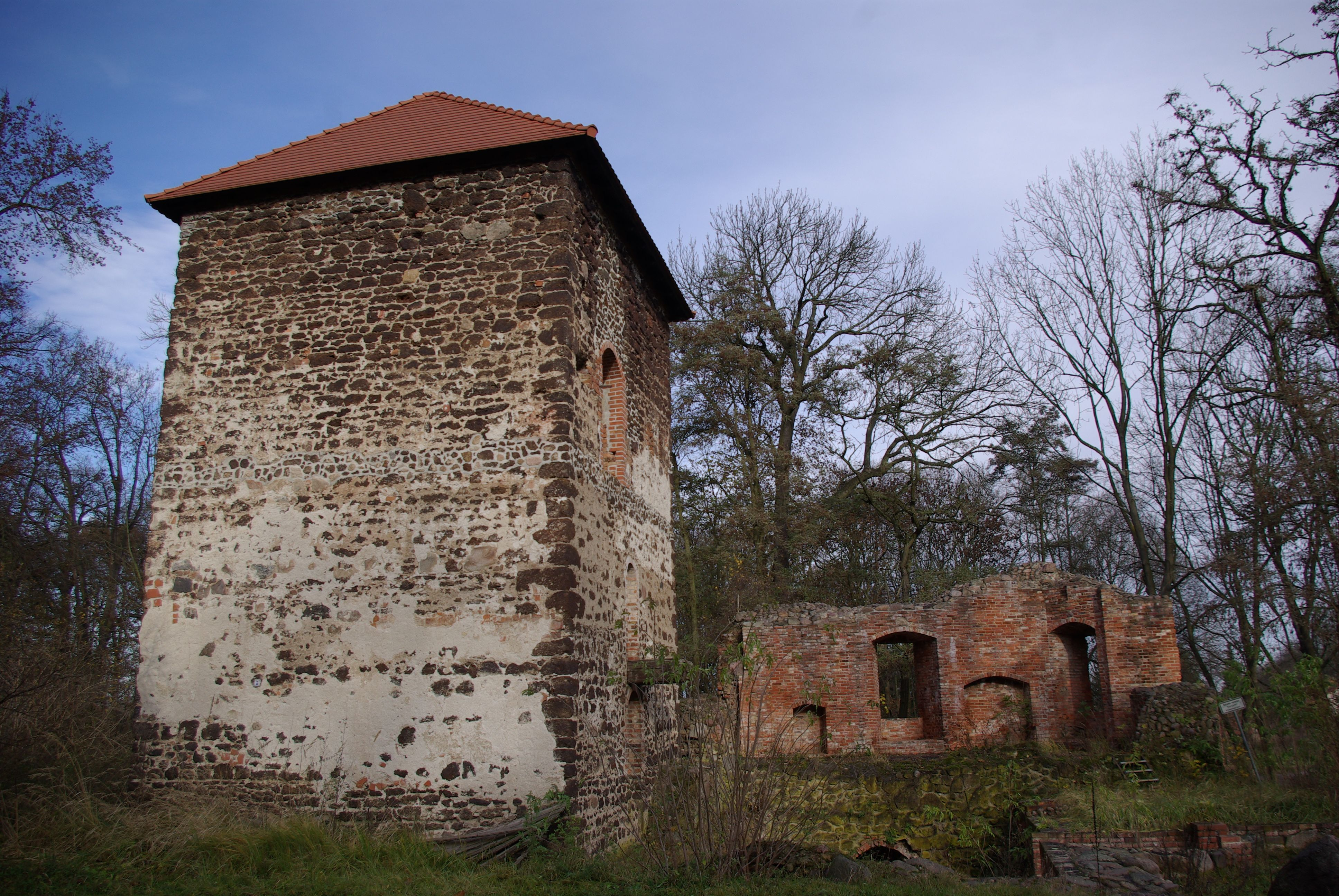
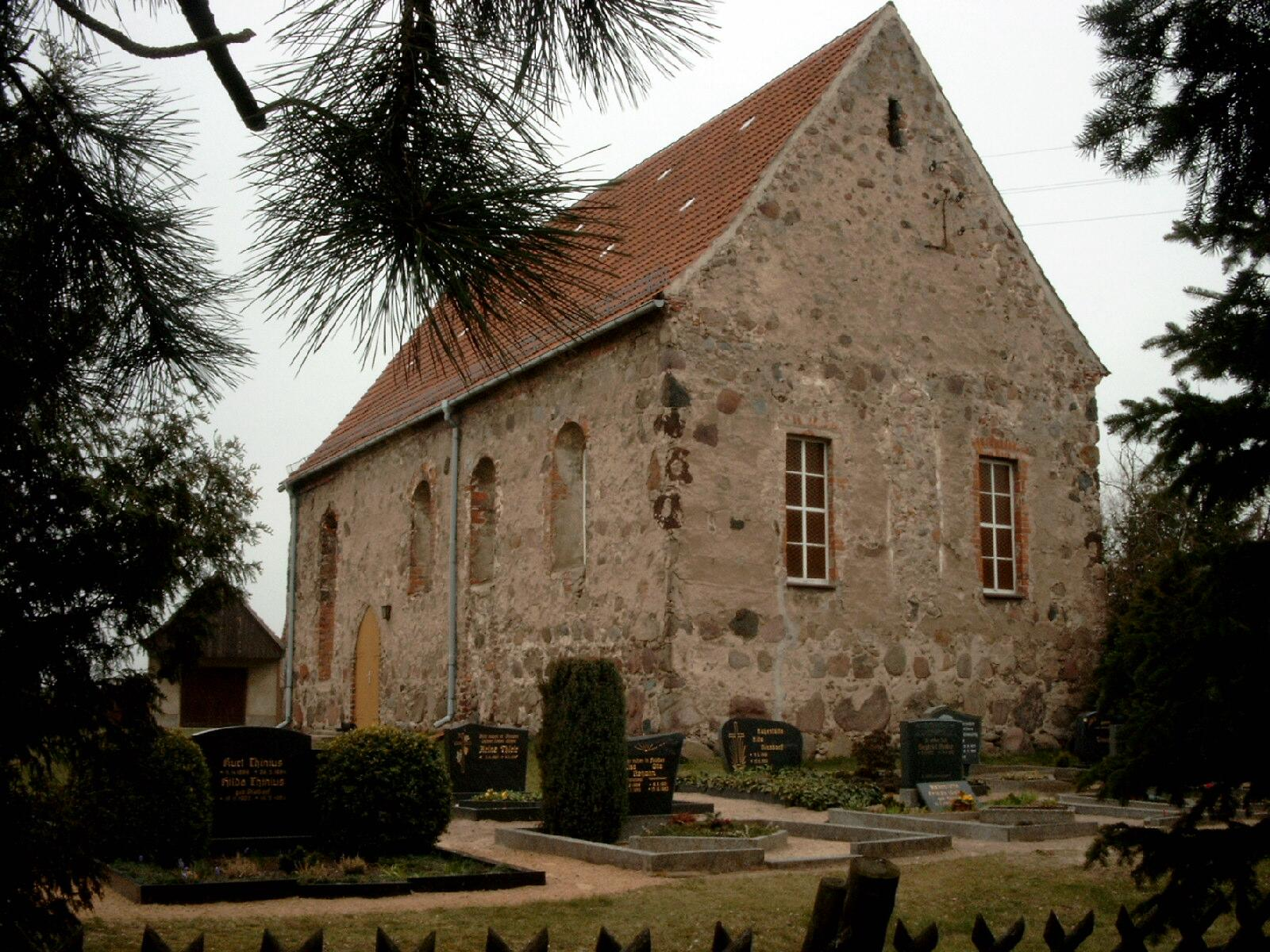